# Cornell University
Cornell University er et privat universitet i Ithaca, New York, USA. 
Universitetet, der blev grundlagt i 1865 af Ezra Cornell og Andrew Dickson White, har såkaldt land grant-status og er medlem af Ivy League. I 2006 havde universitetet 19.639 studerende, hvoraf omkring en femtedel er udenlandske studerende.
I 2001 etablererede universitetet en medicinuddannelse i Qatar.